# Copa América de Futsal de 2024
A Copa América de Futsal de 2024 foi a 14ª edição do torneio de seleções de futsal da América do Sul, desde que esse é regido pela FIFA. Foi disputada na cidade de Luque, no Paraguai. O torneio é organizado pela CONMEBOL e acontece entre 2 de fevereiro e 10 de fevereiro de 2024.

## Formato
O formato do torneio foi o seguinte: as dez seleções participantes serão divididos em 2 grupos e se enfrentam através do sistema de todos contra todos e um turno único, onde cada seleção joga 4 partidas respectivamente. Os dois primeiros de cada grupo avançam para as semifinais, jogando através do chaveamento "(1ºA x 2ºB; 1ºB v 2ºA)". Os perdedores das semifinais se enfrentam numa disputa pelo terceiro lugar, enquanto os vencedores jogam a final.

## Equipes participantes
As seleções participantes são os 10 membros da CONMEBOL. Em 12 de janeiro de 2024, foram definidos os grupos da primeira fase.
| Seleções qualificadas | Seleções qualificadas |
| --------------------- | --------------------- |
| Paraguai              | Argentina             |
| Colômbia              | Brasil                |
| Venezuela             | Uruguai               |
| Equador               | Bolívia               |
| Chile                 | Peru                  |

## Primeira Fase
Todos os jogos estão no Horário de Luque

### Grupo A
Rodada 1
| 2 de fevereiro | Chile | 1—2 | Venezuela | COP Arena, Luque |
| 17:00          |       |     |           |                  |

| 2 de fevereiro | Paraguai | 2—1 | Equador | COP Arena, Luque |
| 19:15          |          |     |         |                  |

Rodada 2
| 3 de fevereiro | Equador | 1—5 | Colombia | COP Arena, Luque |
| 17:00          |         |     |          |                  |

| 3 de fevereiro | Chile | 2—2 | Paraguai | COP Arena, Luque |
| 19:15          |       |     |          |                  |

Rodada 3
| 4 de fevereiro | Equador | 3—4 | Chile | COP Arena, Luque |
| 17:00          |         |     |       |                  |

| 4 de fevereiro | Colombia | 2—1 | Venezuela | COP Arena, Luque |
| 19:15          |          |     |           |                  |

Rodada 4
| 6 de fevereiro | Colombia | 2—3 | Chile | COP Arena, Luque |
| 17:00          |          |     |       |                  |

| 6 de fevereiro | Venezuela | 0—0 | Paraguai | COP Arena, Luque |
| 19:15          |           |     |          |                  |

Rodada 5
| 7 de fevereiro | Venezuela | 8—0 | Equador | COP Arena, Luque |
| 17:00          |           |     |         |                  |

| 7 de fevereiro | Paraguai | 4—0 | Colombia | COP Arena, Luque |
| 19:15          |          |     |          |                  |

### Grupo B
Rodada 1
| 2 de fevereiro | Peru | 1—5 | Uruguai | COP Arena, Luque |
| 17:00          |      |     |         |                  |

| 2 de fevereiro | Argentina | 4—0 | Bolívia | COP Arena, Luque |
| 19:15          |           |     |         |                  |

Rodada 2
| 3 de fevereiro | Bolívia | 1—7 | Brasil | COP Arena, Luque |
| 11:45          |         |     |        |                  |

| 3 de fevereiro | Peru | 1—4 | Argentina | COP Arena, Luque |
| 14:00          |      |     |           |                  |

Rodada 3
| 4 de fevereiro | Bolívia | 2—3 | Peru | COP Arena, Luque |
| 11:45          |         |     |      |                  |

| 4 de fevereiro | Brasil | 4—1 | Uruguai | COP Arena, Luque |
| 14:00          |        |     |         |                  |

Rodada 4
| 6 de fevereiro | Brasil | 6—2 | Peru | COP Arena, Luque |
| 11:45          |        |     |      |                  |

| 6 de fevereiro | Uruguai | 0—2 | Argentina | COP Arena, Luque |
| 14:00          |         |     |           |                  |

Rodada 5
| 7 de fevereiro | Uruguai | 1—0 | Bolívia | COP Arena, Luque |
| 11:45          |         |     |         |                  |

| 7 de fevereiro | Argentina | 1—4 | Brasil | COP Arena, Luque |
| 14:00          |           |     |        |                  |

## Fase final
|  | Semifinais                 | Semifinais                 |   |                             | Final                       | Final |  |
|  |                            |                            |   |                             |                             |       |  |
|  | 9 de fevereiro – COP Arena |                            |   |                             |                             |       |  |
|  | Brasil                     | 3                          |   |                             |                             |       |  |
|  | Venezuela                  | 0                          |   |                             |                             |       |  |
|  |                            |                            |   |                             |                             |       |  |
|  |                            |                            |   |                             | 10 de fevereiro – COP Arena |       |  |
|  |                            |                            |   |                             | Brasil                      | 2     |  |
|  |                            | Argentina                  | 0 |                             |                             |       |  |
|  |                            |                            |   |                             |                             |       |  |
|  |                            |                            |   |                             |                             |       |  |
|  |                            |                            |   |                             | Terceiro lugar              |       |  |
|  | 9 de fevereiro – COP Arena | 9 de fevereiro – COP Arena |   | 10 de fevereiro – COP Arena | 10 de fevereiro – COP Arena |       |  |
|  | Paraguai                   | 0                          |   | Venezuela                   | 4                           |       |  |
|  | Argentina                  | 1                          |   |                             | Paraguai                    | 1     |  |

### 9º Lugar
| 9 de fevereiro | Equador | 0—0 (pro) | Bolivia | COP Arena, Luque |
| 11:45          |         |           |         |                  |

|  |       | Penalidades |
|  | 6 – 7 |             |

### 7º Lugar
| 9 de fevereiro | Colombia | 1—4 | Peru | COP Arena, Luque |
| 14:15          |          |     |      |                  |

### 5º Lugar
| 10 de fevereiro | Chile | 0—2 | Uruguai | COP Arena, Luque |
| 14:00           |       |     |         |                  |

### Semifinais
| 9 de fevereiro | Brasil | 3—0 | Venezuela | COP Arena, Luque |
| 16:45          |        |     |           |                  |

| 9 de fevereiro | Paraguai | 0—1 | Argentina | COP Arena, Luque |
| 19:30          |          |     |           |                  |

### Terceiro lugar
| 10 de fevereiro | Venezuela | 4—1 | Paraguai | COP Arena, Luque |
| 16:30           |           |     |          |                  |

### Final
| 10 de fevereiro | Brasil | 2—0 | Argentina | COP Arena, Luque |
| 19:30           |        |     |           |                  |

- Resultados[2]

## Premiações
| Copa América de Futsal de 2024 |
| Brasil                         |
| ------------------------------ |
| Brasil Campeão (11.º título)   |